# Teresa de Cofrentes
Teresa de Cofrentes (Valencianisch: Teresa de Cofrents) ist eine Gemeinde (municipio) in der spanischen Provinz Valencia mit 605 Einwohnern (Stand: 2024).

## Geografie
Teresa de Cofrentes liegt im Landesinneren der Valencianischen Gemeinschaft in einer Höhe von ca. 535 m. Valencia befindet sich ca. 85 Kilometer in nordöstlicher Richtung. 

## Demografie
| 1691 | 1858 | 1916 | 1431 | 1080 | 766 | 675 | 663 | 618 |

## Sehenswürdigkeiten
- Kirche Mariä Himmelfahrt (Iglesia de Nuestra Señora de la Asunción) von 1636
- Ruine der Kreuzkapelle
- Apollinariskapelle

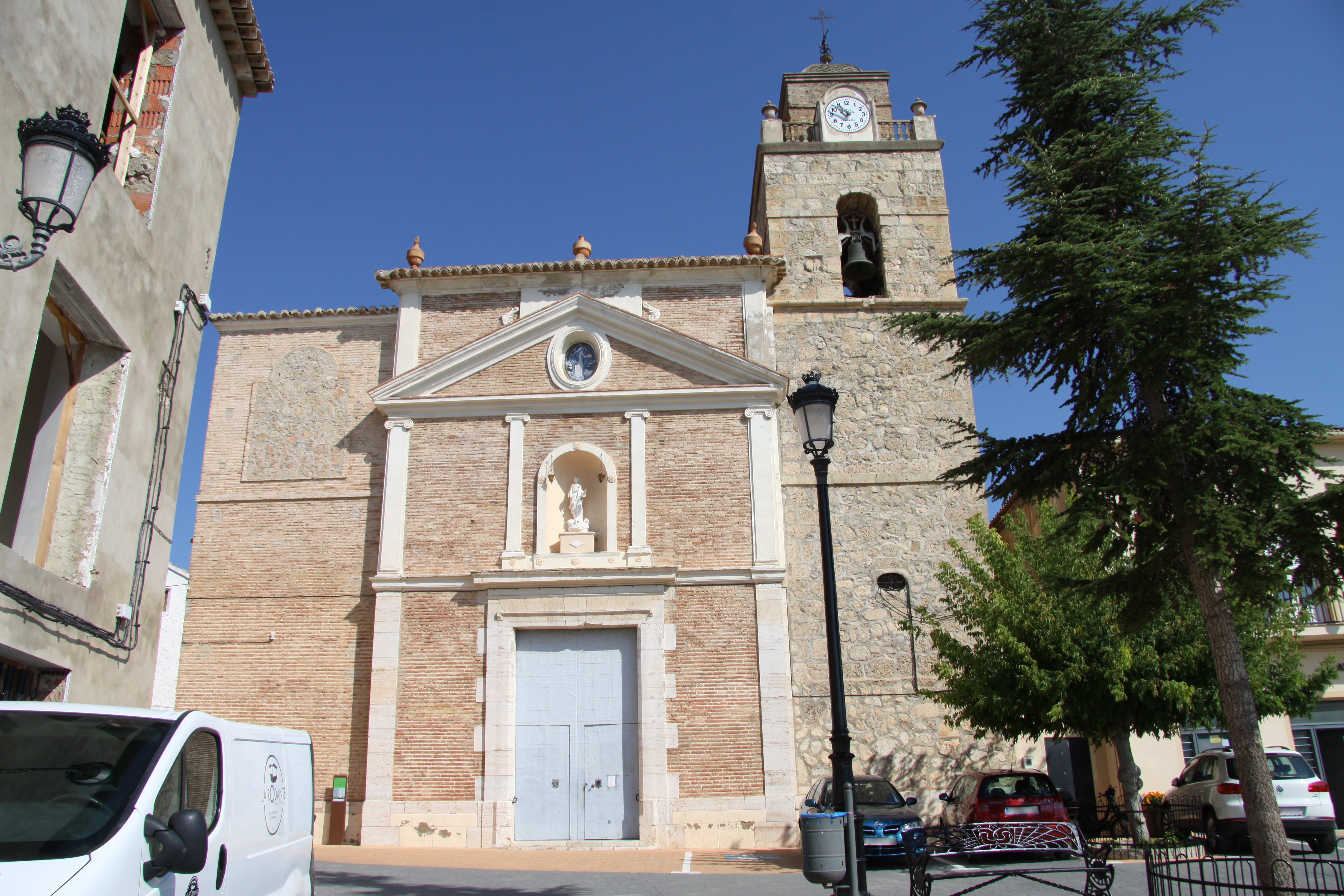
Kirche Mariä Himmelfahrt
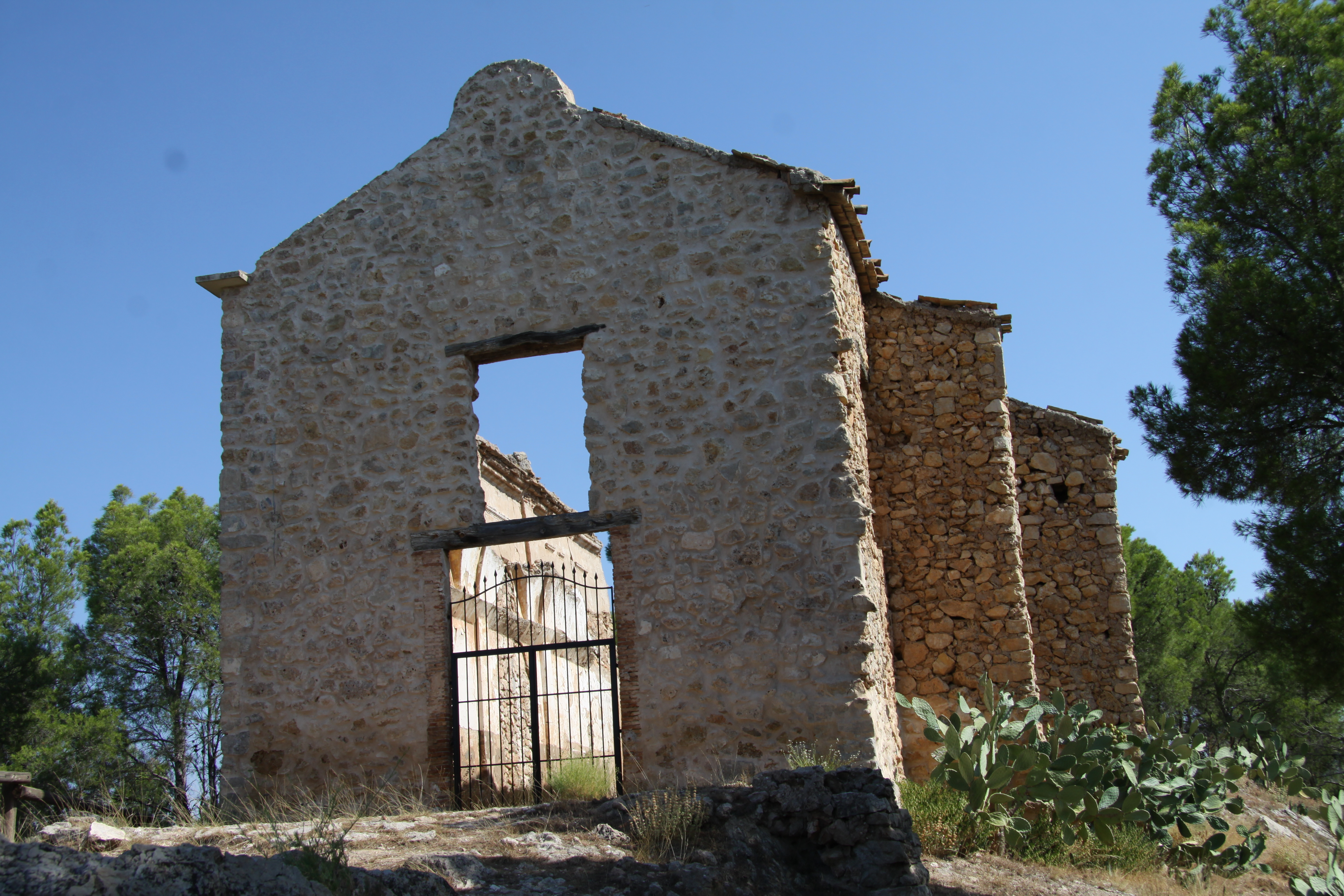
Ruine der Kreuzkapelle
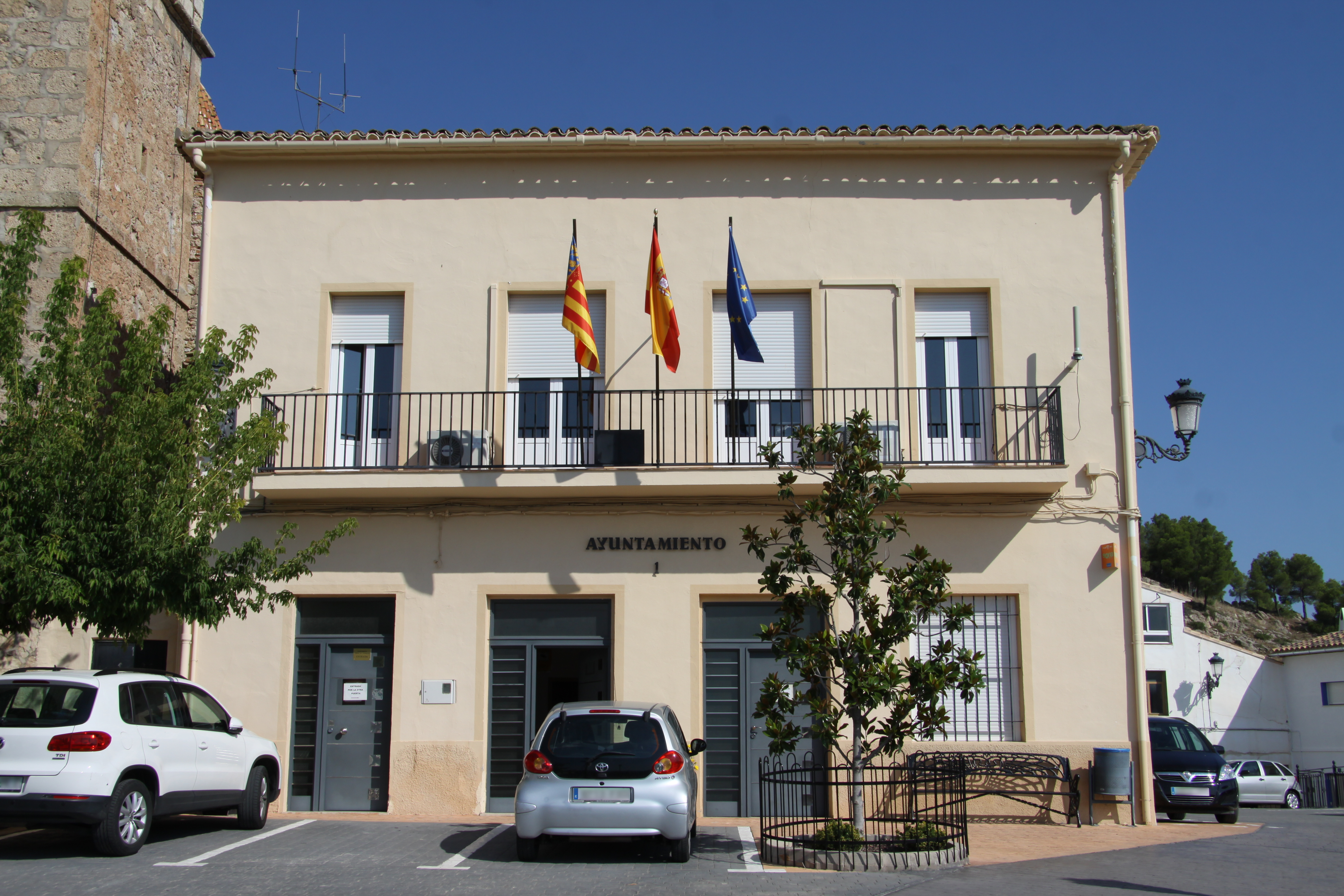
Rathaus

## Persönlichkeiten
- Daniel Torres (* 1958), Comicautor